# Schloss Romberg (Schlesien)

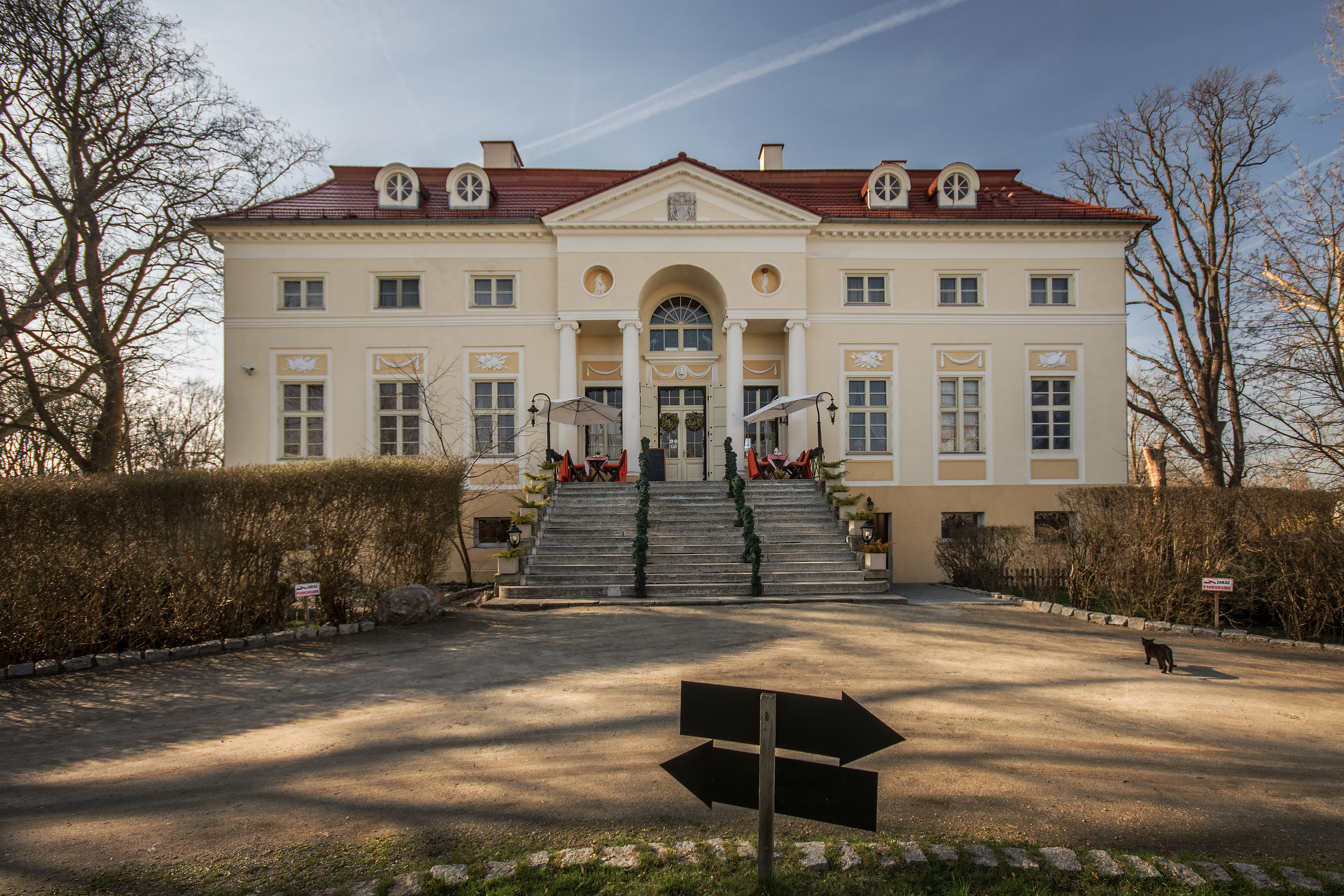
Schloss Romberg (2016)

Das Schloss Romberg in Samotwór (dt. Romberg) ist ein Schloss bei Kąty Wrocławskie (dt. Kanth, bis 1930 Canth) in Niederschlesien.

## Geschichte

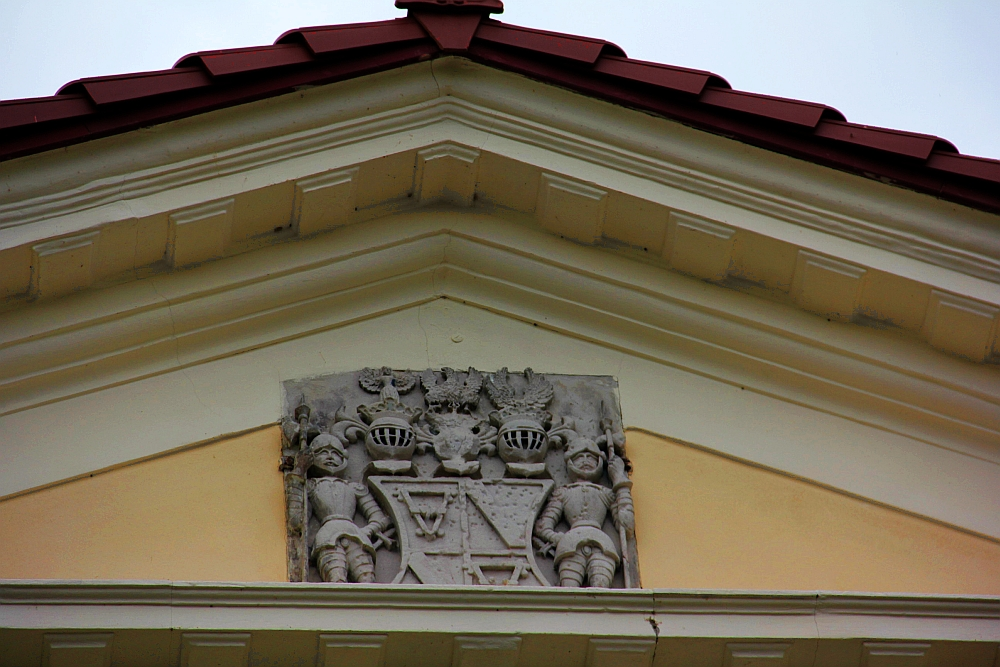
Wappen im Tympanon

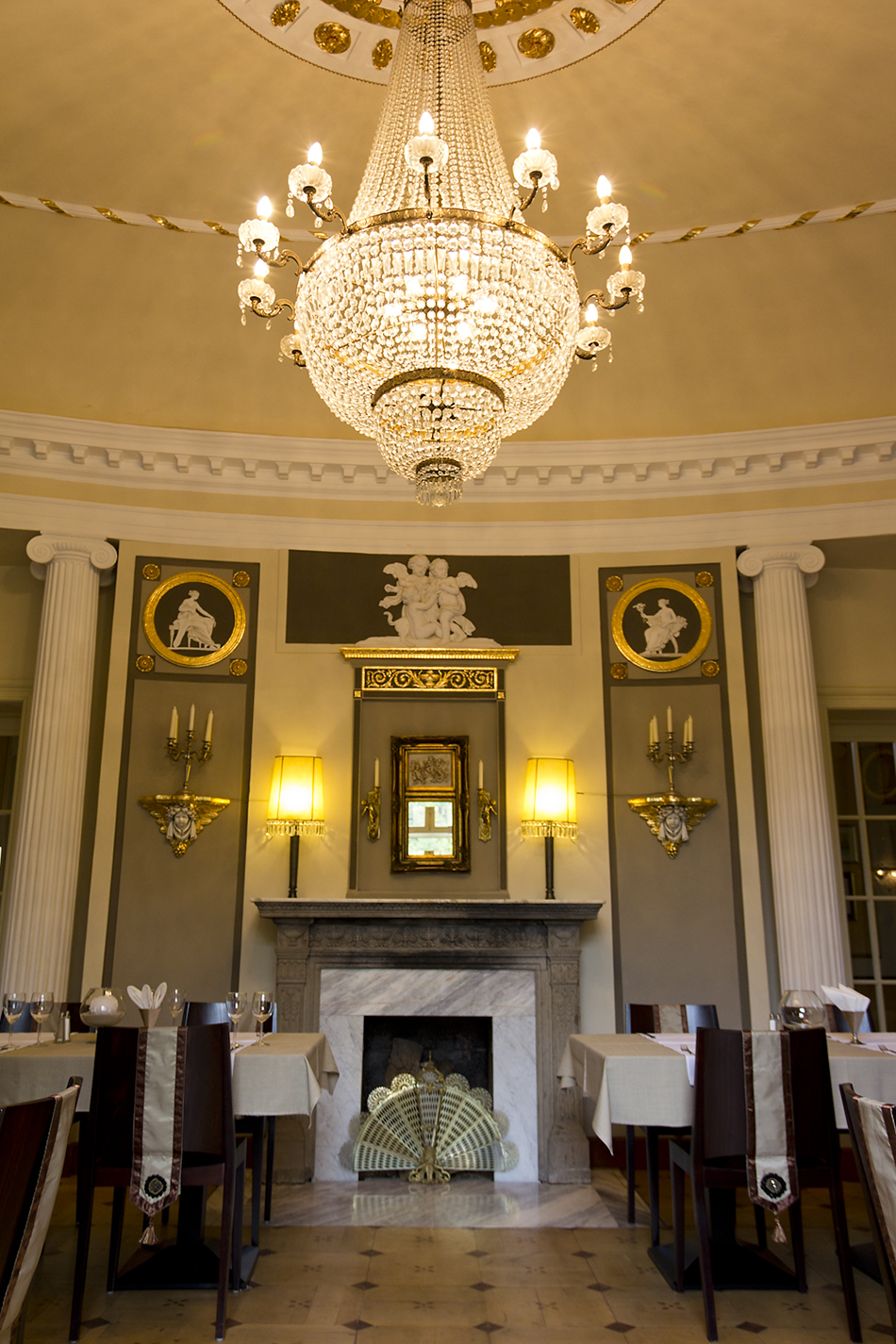
Ovalsalon

Das Schloss wurde in den Jahren 1776 bis 1781 nach dem Entwurf des Architekten Carl Gotthard Langhans für Freiherrn Gottlob Albrecht von Saurma errichtet. 1846 ging es in den Besitz der Familie von Richthofen über, die es aber um 1900 aufgrund finanzieller Schwierigkeiten zunächst verpachten und schließlich verkaufen musste. Anfang des 20. Jahrhunderts wurde das Schloss durch den Breslauer Architekten Erich Grau modernisiert.
Nach dem Zweiten Weltkrieg wurde das Schloss Eigentum der Breslauer Landwirtschaftlichen Hochschule. Im Jahre 1996 an eine Privatperson verkauft, wurde es elf Jahre lang vernachlässigt. 2007 kam es in den Besitz des deutsch-polnischen Ehepaares Aleksandra und Alexander Watin, die das Gebäude unter der Aufsicht der Denkmalschutzbehörde sanierten. In den Schlossräumen entstand das Luxushotel „Pałac Alexandrów“, welches allerdings finanziell die Covid-Pandemie nicht überstanden hat und nun zum Verkauf steht.

## Architektur
Carl Gotthard Langhans entwarf das Schloss auf einem rechteckigen Grundriss von 25 × 18 Metern. Das Schloss hat neben dem Erdgeschoss ein Obergeschoss und ein mit Lukarnen beleuchtetes Mansarddach.
Der Haupteingang führt durch eine riesige, auf zwei Säulenpaaren ruhende halbrunde Arkade – ein Konzept, das auch aus anderen Langhans-Werken bekannt ist. Neben den Hotelappartements befinden sich im modernisierten Schloss einige Tagungsräume für insgesamt 200 Gäste. Die Wirtschaftsräume befinden sich im Untergeschoss. Außerdem gibt es im Gewölbekeller des Schlosses einen Klubraum mit Restaurant. Im Giebelfeld des Tympanons auf der Frontseite befindet sich das Wappen der Fürsten Karl Moritz von Zedlitz-Trützscheler, auf der gegenüberliegenden Gartenseite das Wappen des Fürsten Gottlob Albrecht von Saürma.
In der Mitte des Obergeschosses befindet sich der mit ionischen Säulen umgebene ovale Salon.
Das Schloss befindet sich inmitten eines drei Hektar großen Landschaftsparks, auf einer Anhöhe neben dem Fluss Bystrzyca (Weistritz).
Vom Nationalen Institut für Kunsterbe wurde das Schloss in Samotwór am 24. Januar 1964 unter der Nr. A/3832/1058 in die Liste der Baudenkmäler eingetragen.